# Fingertips
〈Fingertips〉(핑거팁스)는 스티비 원더의 싱글이다. 1963년 5월 21일에 A, B 사이드에 파트 1, 2가 수록된 7″ 규격으로 발매되었다.